# Pelarrodríguez

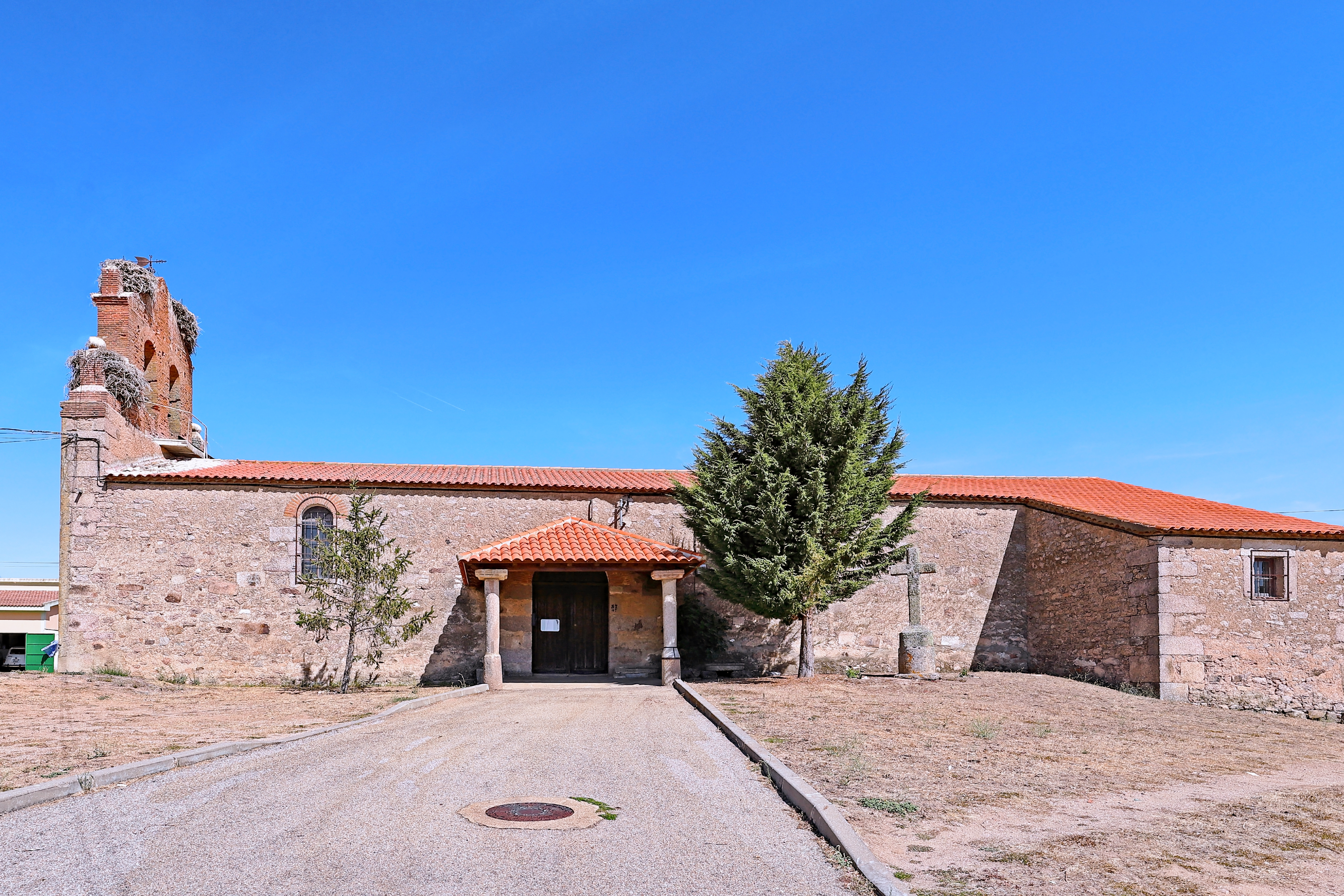
Iglesia parroquial de San Esteban Promártir

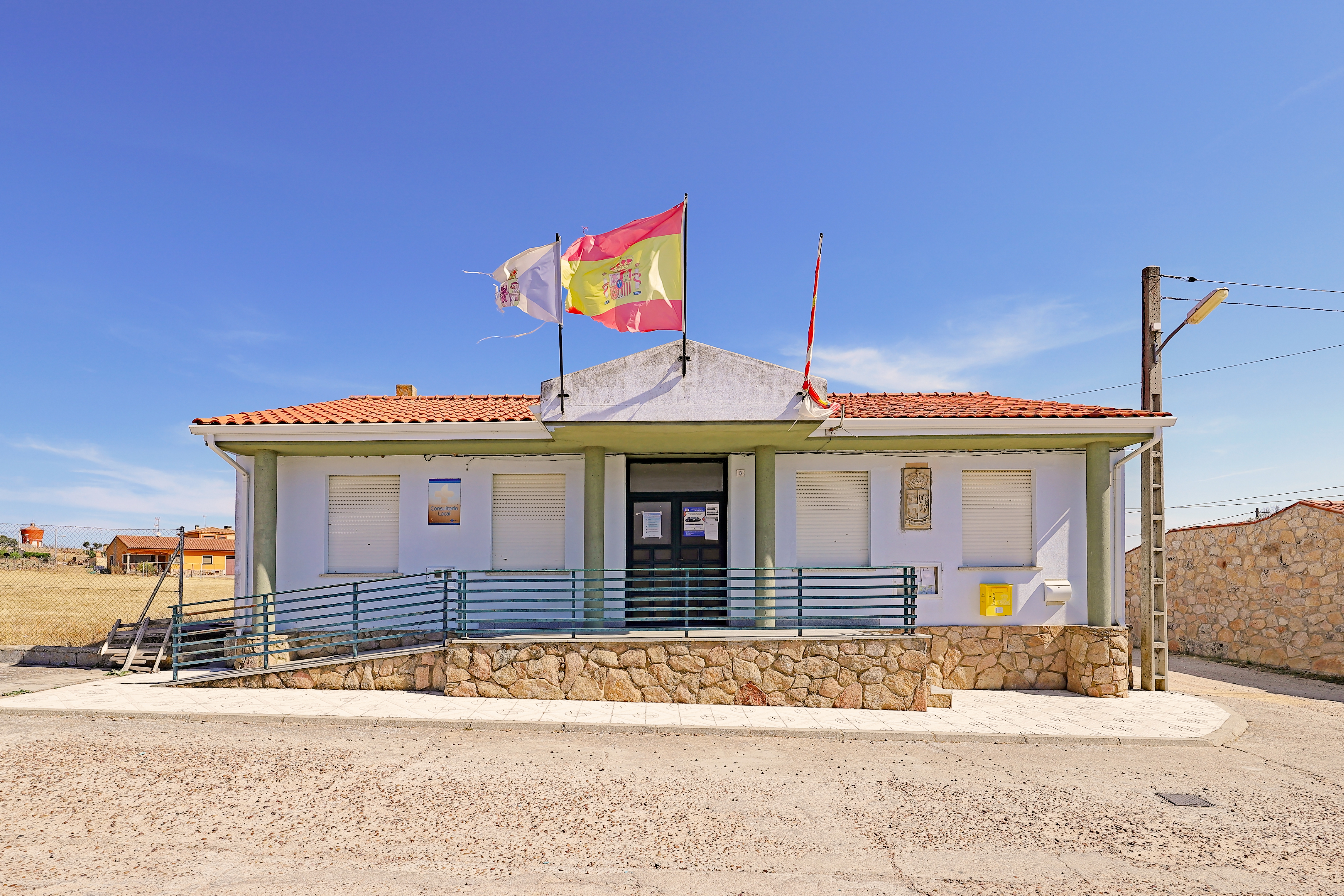
Casa consistorial

Pelarrodríguez es un municipio y localidad española de la provincia de Salamanca, en la comunidad autónoma de Castilla y León. Se integra dentro de la comarca del Campo de Salamanca (Campo Charro). Pertenece al partido judicial de Salamanca.
Su término municipal está formado por las localidades de Pelarrodríguez y Peramato, ocupa una superficie total de 14,64 km² y según los datos demográficos recogidos en el padrón municipal elaborado por el INE en el año 2017, cuenta con una población de 166 habitantes.

## Historia
Su fundación se remonta a la repoblación efectuada por los reyes de León en la Edad Media, que habría sido dirigida por un tal "Pelay Rodríguez" o "Pelayo Rodríguez", de quien tomaría el nombre la localidad, hecho que explicaría que los oriundos de la localidad tienden a conocerla como "Pelayo". La documentación de los reinados de Ramiro III de León y de Bermudo II de León recoge la existencia de un Pelayo Rodríguez cercano a la corte real leonesa, que poseía el título de conde de Cea, pero la coincidencia nominal no permite realizar ninguna conclusión definitiva sobre si éste Pelayo Rodríguez fue quien repobló esta localidad. Con la creación de las actuales provincias en 1833, queda encuadrado en la provincia de Salamanca, dentro de la Región Leonesa.

## Geografía humana

### Demografía
Cuenta con una población de 159 habitantes (INE 2024).
| Gráfica de evolución demográfica de Pelarrodríguez entre 1842 y 2021                                                  |
| |
| Población de derecho según los censos de población del INE. Población de hecho según los censos de población del INE. |

### Núcleos de población
El municipio se divide en dos núcleos de población, que poseían la siguiente población en 2015 según el INE.
| Núcleo de población | Población |
| ------------------- | --------- |
| Pelarrodríguez      | 167       |
| Peramato            | 6         |

## Administración y política
| Partido político                         | 2019  | 2019  | 2019       | 2015  | 2015  | 2015       | 2011  | 2011  | 2011       | 2007  | 2007  | 2007       | 2003  | 2003  | 2003       |
| Partido político                         | %     | Votos | Concejales | %     | Votos | Concejales | %     | Votos | Concejales | %     | Votos | Concejales | %     | Votos | Concejales |
| Partido Popular (PP)                     | 51,56 | 66    | 4          | 57,14 | 80    | 4          | 68,38 | 93    | 4          | 62,68 | 89    | 4          | 67,61 | 96    | 4          |
| Partido Socialista Obrero Español (PSOE) | 41,41 | 53    | 1          | 30,00 | 42    | 1          | 20,59 | 28    | 1          | 32,39 | 46    | 1          | 29,58 | 42    | 1          |
| Unión del Pueblo Salmantino (UPSa)       | —     | —     | —          | —     | —     | —          | —     | —     | —          | —     | —     | —          | 2,11  | 3     | 0          |